# Mare Frigoris
Das Mare Frigoris (Lat. „Meer der Kälte“) ist ein „Mondmeer“ auf der erdzugewandten Seite des Mondes. 
Es erstreckt sich nördlich des Mare Imbrium und des Mare Serenitatis, außerhalb des Procellarum-Beckens.
Das Mare liegt auf den selenographischen Koordinaten 56° 00' N; 1° 24' E. Sein mittlerer Durchmesser beträgt 1596 km.